# Johan Dahlin
Johan Dahlin (n. 8 septembrie 1986, Trollhättan) este un portar suedez, care joacă în present in Suedia, la Malmö FF. A făcut parte din echipa națională de fotbal sub 21 de ani a Suediei.
Dahlin și-a început cariera profesionistă în anul 2004, evoluând pentru Åsebro IF. După un sezon cu echipa care evolua în liga a treia suedeză, a fost invitat la Oslo pentru a da probe la Lyn, club cu care a semnat un contract până la sfârșitul sezonului 2009.
În 2005, Dahlin a fost cel de-al treilea portar, după Ali Al-Habsi și Nuno Marques. După ce ambii portari au plecat în sezonul următor, iar Dahlin a făcut o impresie bună în timpul perioadei de iarnă, acesta a devenit prima opțiune a antrenorului Henning Berg. A jucat în 13 partide în prima jumătate a sezonului 2006. Și-a făcut debutul împotriva formației Start pe 9 aprilie, un meci încheiat fără goluri marcate. După perioada de vară, Dahlin a început să joace din ce în ce mai puțin, reușind să joace într-un singur meci după ce l-a înlocuit pe Eddie Gustafsson, care se accidentase. Pentru performanțele sale din 2006, a primit prima convocare la naționala sub 21 de ani a Suediei, pentru care a jucat în 6 partide.
În 2007, Dahlin a fost mai mult rezervă lui Eddie Gustafsson, jucând în doar 4 partide în tot sezonul. Dorind să joace mai mult, Dahlin a fost de accord să fie împrumutat la formația suedeză Trelleborg. S-a întors la Lyn în august 2008, având 14 apariții în prima ligă norvegiană.